# Kachanawiczy
Kachanawiczy (biał. Каханавічы; ros. Кохановичи, hist. Kochanowicze) – agromiasteczko na Białorusi, w rejonie wierchniedźwińskim obwodu witebskiego, nad potokiem Berezówka, dopływem Swołny, około 17 km na północny wschód od Wierchniedźwińska.
Prywatne miasto duchowne położone było w końcu XVIII wieku w województwie połockim.

## Historia
Krystyna Łowejkówna, córka Andrzeja, wychodząc koło 1628 roku za Eustachego Chrapowickiego, wojskiego połockiego i mozyrskiego, wniosła mu majątek Kochanowicze w posagu. Odziedziczył go ich syn Michał, a po nim – jego córka Ewa, która, wychodząc za Floriana Nowoszyńskiego, wniosła we wianie Kochanowicze do rodziny Nowoszyńskich. Florian i Ewa Nowoszyńscy ufundowali w Kochanowiczach cerkiew pw. św. Apostołów Piotra i Pawła. Ich córka Marianna poślubiwszy po 1710 roku Aleksandra Dusiackiego-Rudominę, cześnika bracławskiego zostawiła jemu wieś. Po jej śmierci wdowiec sprzedał Kochanowicze Dominikowi Chrapowickiemu (prawnukowi Eustachego), staroście sumiliskiemu, po którym majątek odziedziczył jego syn Eustachy Józef Chrapowicki (ok. 1730–1791), podkomorzy szawelski, który na miejscu starej cerkwi postawił nową, ufundowaną razem ze swoją matką, Rozalią z Rypińskich), po nim jego syn, Józef (ok. 1750–1812), a po nim – jego syn, znów Eustachy (który wzniósł tu kaplicę katolicką pw. matki Bożej w 1823 roku), po nim – jego syn Ignacy (1817–1893), marszałek szlachty guberni witebskiej, i wreszcie jego syn, Marian (1864–1930), ostatni właściciel Kochanowicz.
Po I rozbiorze Polski w 1772 roku Kochanowicze, wcześniej należące do województwa połockiego Rzeczypospolitej, znalazły się na terenie powiatu drysieńskiego guberni witebskiej Imperium Rosyjskiego. W 1811 roku cała gmina Kochanowicze liczyła 1372 dusz. W 1823 roku miejscowość miała status miasteczka. W 1838 roku żyło tu 359 osób, z czego 74 szlachty, 163 Żydów i 66 chłopów (reszta to księża, mieszczanie, emerytowani żołnierze i inni). W drugiej połowie XIX wieku działały tu szpital i szkoła. W 1878 roku przeprowadzono renowację cerkwi. W 1904 roku liczba mieszkańców zmniejszyła się do 24 osób.
Po ustabilizowaniu się granicy polsko-radzieckiej w 1921 roku Kochanowicze znalazły się na terenie ZSRR. W 1924 roku ustanowiono tu siedzibę sielsowietu, jednocześnie obniżając rangę miejscowości do statusu wsi. Od 1991 roku Kochanowicze znajdują się na terenie Republiki Białorusi. Od 2009 roku mają status agromiasteczka.
We wsi działa szkoła średnia, ambulatorium, dom kultury, biblioteka, poczta, restauracja, 3 sklepy. Działa tu też zakład rolniczy „Kachanawiczy” zatrudniający 250 osób.
We wsi stoi parę pomników upamiętniających walki żołnierzy radzieckich. Na cmentarzu – grobowiec Ignacego Chrapowickiego.

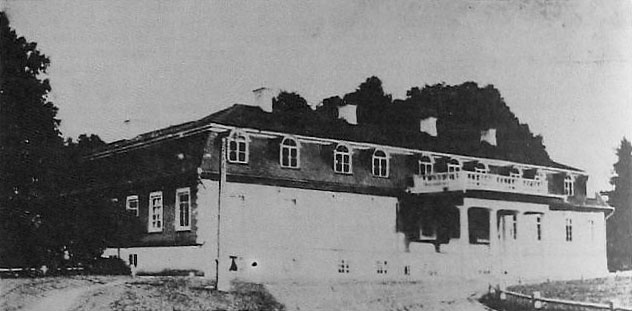
Dwór od frontu, 1900 rok

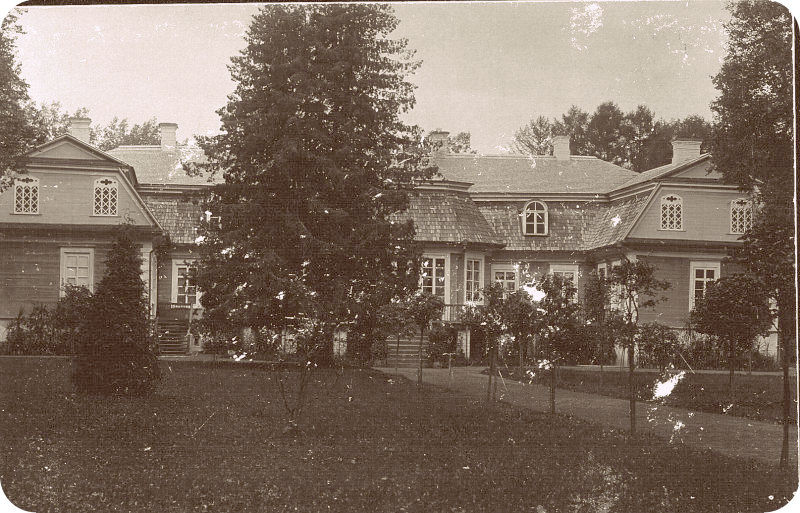
Dwór od ogrodu, 1912 rok

## Dawny dwór
Kochanowicki dwór powstał najprawdopodobniej wysiłkiem Eustachego Chrapowickiego, około 1820 roku. Był to ogromny, prawie trzykondygnacyjny budynek: z wysokimi suterenami, parterem, oraz mieszkalnym poddaszem oświetlonym licznymi lukarnami w mansardowym dachu. Jego jedenastoosiowa część frontowa nie miała żadnych akcentów architektonicznych, dopiero na początku XX wieku wybudowano centralny czterokolumnowy ganek będący krytym zajazdem i podtrzymujący duży balkon na wysokości poddasza. Po kilku latach ganek został przebudowany, umożliwiając wejście zarówno do przyziemi jak i do części parterowej. W górnej części między kolumnami wstawiono półkoliście zamknięte ścianki, tworząc w ten sposób arkadowy portyk. Strona ogrodowa miała na skrajnych osiach krótkie skrzydła, które wraz z centralnym trójściennym ryzalitem pozwalały na odczytanie kształtu budynku, jako odpowiadające inicjałom „E” i „C” – fundatora dworu.
We wnętrzu centralnie od frontu mieściła się duża sień wejściowa, a od ogrodu – wielki, ośmioboczny reprezentacyjny salon z posadzką parkietową ułożoną z różnych gatunków drewna we wzory z rozetami. Salon był ogrzewany piecami kaflowymi, kafle były zdobione płaskorzeźbami. Na ścianach – wiele płócien, w tym parę – znanych malarzy, np. Jana Chrzciciela Lampiego. Biblioteka liczyła kilka tysięcy tomów, przechowywano tu także – jak mówiła rodzinna tradycja – pamiątki po Napoleonie, który miał tu się zatrzymać w namiocie w parku w czasie inwazji na Rosję w 1812 roku i skorzystał z kryształowego kałamarza i pióra.
Park otaczający dwór miał charakter krajobrazowy, a częściowo francuski. Miał powierzchnię ok. 20 ha i schodził tarasami do dużego stawu. W tylnej części ogrodu jeszcze długo po zniszczeniu dworu zachowało się pięć lipowych alei. Przed domem znajdował się olbrzymi gazon. Po prawej stronie gazonu była oficyna z pokojami gościnnymi i pomieszczeniami gospodarczymi, po lewej – wielka oranżeria, w której hodowano palmy, agawy, ananasy. Za tymi budynkami ciągnął się sad o powierzchni 10 ha.
Dwór w Kochanowiczach wraz z całym wyposażeniem i zbiorami został spalony w marcu 1918 roku.
Majątek w Kochanowiczach jest opisany w 1. tomie Dziejów rezydencji na dawnych kresach Rzeczypospolitej Romana Aftanazego.